# François Musy
François Musy (6. října 1955 Ženeva – 22. listopadu 2023) byl švýcarský zvukař. Studoval film a video v Ženevě. Pracoval ve filmovém průmyslu, například na řadě filmů režiséra Jean-Luca Godarda. Dále spolupracoval například s režiséry Silviem Soldinim, Xavierem Giannolim a Philippem Garrelem. Je držitelem Césara pro nejlepší zvuk.

## Filmografie (výběr)
- Passion (1982)
- Křestní jméno Carmen (1983)
- Je vous salue, Marie (1985)
- Pěstuj si pravačku (1987)
- Král Lear (1987)
- Německo rok 90 devět nula (1991)
- Bohužel pro mě (1993)
- Spiklenci slasti (1996)
- For Ever Mozart (1996)
- Nebojím se života (1999)
- Éloge de l'amour (2001)
- Brucio nel vento (2002)
- Au sud des nuages (2003)
- Notre musique (2004)
- Jediná noc (2005)
- Zamračené dny (2007)
- Un été brûlant (2011)
- Ve stínu žen (2015)
- Španělská královna (2016)
- Milenec na jeden den (2017)
- Ztracené iluze (2021)
- Olga (2021)